# Албијано д'Ивреа
Албијано д'Ивреа (итал. Albiano d'Ivrea) је насеље у Италији у округу Торино, региону Пијемонт.
Према процени из 2011. у насељу је живело 1559 становника. Насеље се налази на надморској висини од 234 м.

## Становништво
Према резултатима пописа становништва 2011. у општини је живело 1.791 становника.
| 1931. | 1936. | 1951. | 1961. | 1971. | 1981. | 1991. | 2001. | 2011. |
| ----- | ----- | ----- | ----- | ----- | ----- | ----- | ----- | ----- |
| 1.484 | 1.440 | 1.361 | 1.638 | 1.630 | 1.584 | 1.701 | 1.696 | 1.791 |